# بالاخانی (داغستان)
بالاخانی (به لاتین: Balakhani) یک منطقهٔ مسکونی در روسیه است که در داغستان واقع شده‌است.